# Мадагаскарская малая поганка
Мадагаскарская малая поганка (лат. Tachybaptus pelzelnii Hartlaub, 1861) — вид птиц из рода малые поганки (Tachybaptus). Видовое название дано в честь австрийского орнитолога Августа фон Пельцельна (1825—1891).

## Распространение
Эндемичный для Мадагаскара вид. Обитает только на озере Алаутра.

## Описание
По внешним признакам мадагаскарская поганка очень похожа на обыкновенную малую поганку и некоторые специалисты рассматривают мадагаскарскую поганку лишь как подвид малой.
Длина тела 22—27 см, масса около 145 грамм. Клюв сравнительно тонкий. Самцы немного крупнее самок и обычно имеют более длинный клюв.

## Биология
В качестве места обитания птицы выбирают пруды и мелководные озёра с густыми лилиями. Питаются в основном насекомыми, а также рыбой и, в меньшей степени, ракообразными.
Размножаются с августа по март. Гнездящиеся птицы, как правило, территориальны, но в подходящих условиях гнёзда строятся достаточно близко друг к другу. Иногда таким образом получаются колонии до 150 особей. Гнездо представляет собой плавучую платформу из водных растений, которая обычно крепится к плавающим растениям, часто недалеко от водяных лилий.

## Красная книга
Внесена в Международную Красную книгу МСОП (вымирающий вид, по состоянию на 2018 год), сохранилось от 1000 до 2000 особей. В 1929 году, когда вид был открыт, он считался обычным для этого и некоторых других (небольших) озёр, однако сейчас он находится под угрозой. Изменение экосистемы озера из-за акклиматизации там рыб тилапий и форелевых окуней, гибридизация мадагаскарской поганки с малой, загрязнение вод озера создали опасность исчезновения вида.